# Hôtel Singapura
Pour plus de détails, voir Fiche technique et Distribution.
Hôtel Singapura (In the Room) est un drame satirique singapourien réalisé par Eric Khoo, il est sorti en 2015.

## Synopsis
À partir des années 1960, la chambre est hantée par le fantôme d'un auteur de chansons qui y est mort d'une overdose volontaire après avoir terminé son dernier texte consacré à une employée débutante de l'hôtel et fan de ses chansons. Cette jeune femme, Imrah, lui avait demandé quelques heures avant s'il avait besoin de quelque chose alors qu'il était sorti de la chambre où les membres du groupe s'ébattaient avec des groupies ou des prostituées. C'est elle qui recueille son carnet de notes au moment de remettre la chambre en ordre. Elle y découvre le texte qu'elle a inspiré et il va illuminer sa journée à chaque fois qu'elle reviendra faire cette chambre.
La diversité des occupants de la chambre va de la formatrice de prostituées au couple gay dont l'un s'apprête à changer de sexe, en passant par la femme mariée qui y reçoit son jeune amant sportif qu'elle ne sait pas garder. Le film se compose de six sketches, le fantôme du jeune homme décédé et la femme de chambre en constituant le fil rouge.
- 1 – Rubber : deux amants mûrs gays doivent se séparer.
- 2 – Pussy : une monitrice donne des conseils à une équipe de prostituées afin de mieux satisfaire les clients.
- 3 – Listen : un groupe de rock fait la fête après un concert, sexe et drogue sont au rendez-vous, un homme meurt d'overdose.
- 4 – Change : une femme transgenre fait l'amour avec son amant à la veille de se faire retirer son pénis.
- 5 – Search : une belle jeune femme profite de l'absence de son mari pour faire l'amour avec un jeune homme. Ce dernier voudrait qu'elle quitte son mari mais elle ne veut pas.
- 6 – First time (Première fois) : une jeune femme qui n'a jamais eu d'orgasme, cherche désespérément à en avoir, elle ira pour cela jusqu'à coucher avec un inconnu devant son petit ami. Finalement, c'est le petit ami qui résoudra le problème.

Alors que le film se termine, une séquence montée comme un clip en plans courts, montre la décrépitude de l'hôtel -- maintenant cerné de tours -- comme celle de ses clients, notamment la femme mariée qui se satisfait maintenant avec un androïde à l'image de ce premier amant qu'elle pleure depuis si longtemps.

## Fiche technique
- Titre : Hôtel Singapura
- Titre original : In the Room
- Réalisation : Eric Khoo
- Scénario : Andrew Hook et Jonathon Lim
- Musique : Christine Sham et Christopher Khoo
- Montage : Natalie Soh
- Photographie : Brian Gothong Tan
- Décors : Arthur Chua
- Costumes : Meredith Lee
- Producteur : Nansun Shi
  - Producteur délégué : Jeffrey Chan et Tan Fong Cheng
- Production : Zhao Wei Films
- Distribution originale : France : Condor
- Pays d'origine :  Singapour
- Durée : 90 minutes
- Genre : Drame romantique
- Dates de sortie :
  - Canada : 15 septembre 2015, première au festival international du film de Toronto
  - Singapour : 25 février 2016
  - France : 24 août 2016
- Interdit aux moins de 12 ans avec avertissement lors de sa sortie en France

## Distribution
- Boon Pin Koh : Kong, Singapourien gay vieillissant
- Daniel Jenkins : Lawrence, Anglais gay vieillissant
- Josie Ho : Orchid, conseillère en prostitution
- Gillian Tan : une prostituée avec Orchid
- Jean Maguire : le souteneur Lei
- George Young : Vernon, chanteur du groupe
- Choi Woo-sik : Min jun, ami de la jeune coréenne
- Kkobbi Kim : Seo yun, jeune coréenne frustrée
- Sho Nishino : Mariko, la femme mariée
- Lawrence Wong : Boon, l'amant de Mariko
- Ian Tan : Damien
- Nadia Ar : Imrah, la serveuse de l'hôtel
- George Young : Vernon
- Netnaphad Pulsavad : Noi, le transsexuel qui désire se faire opérer.
- W. Leon Unaprom : An , l'amant de Noi

## Tournage
Les dix jours de tournage ont débuté le 3 septembre 2014 à Infinite Studios à Singapour.

## Accueil critique
Pour Olivier Lamm de Libération, « Eric Khoo pastiche les codes du cinéma asiatique et retrace l'évolution de son pays à travers ses mœurs. [...] La manière dont Khoo alterne par exemple les représentations d’étreintes amoureuses pour exposer ce qu’elles disent de l’évolution des mœurs de son pays évoque quelque chose d’une élégie, particulièrement vibrante à une époque où la censure locale s’exerce de manière toujours plus pernicieuse sur les images qui prétendent à y être diffusées. ».

## Commentaires
À travers les clients de la suite 27 qui se sont succédé depuis la Seconde Guerre mondiale jusqu'en 2030 dans une chambre d'hôtel, Eric Khoo montre, sur un mode assez désespéré malgré des exceptions moins négatives, le décalage entre des aspirations au romantisme amoureux et leurs concrétisations sexuelles mécanistes, tout en glissant des informations historiques sur Singapour.

## Autour du film
- La distribution réunit plusieurs actrices et acteurs des pays d'extrême-orient :  Josie Ho vient de Hong-kong, Shou Nishino est japonaise, Lawrence Wong vient de Malaisie, Netnaphad Pulsavad est thaïlandaise, George Young, Daniel Jenkins et Koh Boon sont basés à Singapour.
- Les scènes de pénétration impliquant Sho Nishino qui joue le rôle de Mariko et Lawrence Wong qui joue celui de son jeune amant ne sont pas simulées.